# Minus the Bear
Minus the Bear war eine US-amerikanische Band aus Seattle. 

## Geschichte
Die Band wurde 2001 von Mitgliedern der Bands Botch, Kill Sadie und Sharks Keep Moving gegründet und hat seitdem fünf Alben, neun EPs und ein Remix-Album veröffentlicht. Die Musik der Band zeichnet sich durch das Gitarrenspiel Dave Knudsons (Tapping) und viele elektronische Einflüsse aus. Die Musik der Band, insbesondere die Gitarrenarrangements, sind stark vom Jazz beeinflusst. Die beiden Gitarrenlinien sind stark strukturiert und rhythmisch ineinander verwoben.
Die Songs auf den ersten Veröffentlichungen haben meist unterhaltsame Titel, so trägt ein Lied des 2002 erschienenen Albums Highly Refined Pirates den Titel Monkey!!! Knife!!! Fight!!!. Seit dem Album Menos el Oso sind diese humorvollen Titel allerdings nicht mehr zu finden. Der Name Minus the Bear kommt von einem Insiderwitz unter den Bandmitgliedern.
Am 2. Januar 2006 gab der Produzent und Keyboarder Matt Bayles bekannt, die Band zu verlassen, um sich auf seine Tätigkeit als Produzent zu konzentrieren. Sein letzter Auftritt mit der Band fand am 28. Januar 2006 statt. Er wurde von Alex Rose ersetzt, der beim letzten Album der Band als Techniker mitwirkte.

## Diskografie
- This Is What I Know About Being Gigantic (EP 2001, Suicide Squeeze Records)
- Bands Like It When You Yell “Yar!” at Them (EP 2002, Suicide Squeeze Records)
- Highly Refined Pirates (LP 2002, Suicide Squeeze Records)
- They Make Beer Commercials Like This (EP 2004, Arena Rock Recording Co.)
- Menos el Oso (LP 2005, Suicide Squeeze Records)
- Interpretaciones el Oso (LP 2007, Suicide Squeeze Records)
- Planet of Ice (LP 2007, Suicide Squeeze Records)
- They Make Beer Commercials Like This (digitally remastered reissue) (EP 2008, Suicide Squeeze Records)
- Acoustics (EP 2008, Tigre Blanco Records)
- OMNI (LP 2010, Dangerbird Records DGB042)
- Infinity Overhead (LP 2012, Dangerbird Records/Big Scary Monsters, UK)
- Acoustics II (LP 2013)
- Lost Loves (LP 2014, Kompilation, Dangerbird Records)
- Voids (LP 2017)

Reguläre Alben sind fett dargestellt.

## Musikvideos
- The Game Needed Me (Menos el Oso)
- Pachuca Sunrise (Menos el Oso)
- Knights (Planet of Ice)
- Throwin’ Shapes (Planet of Ice)